# Alexandra Krosney

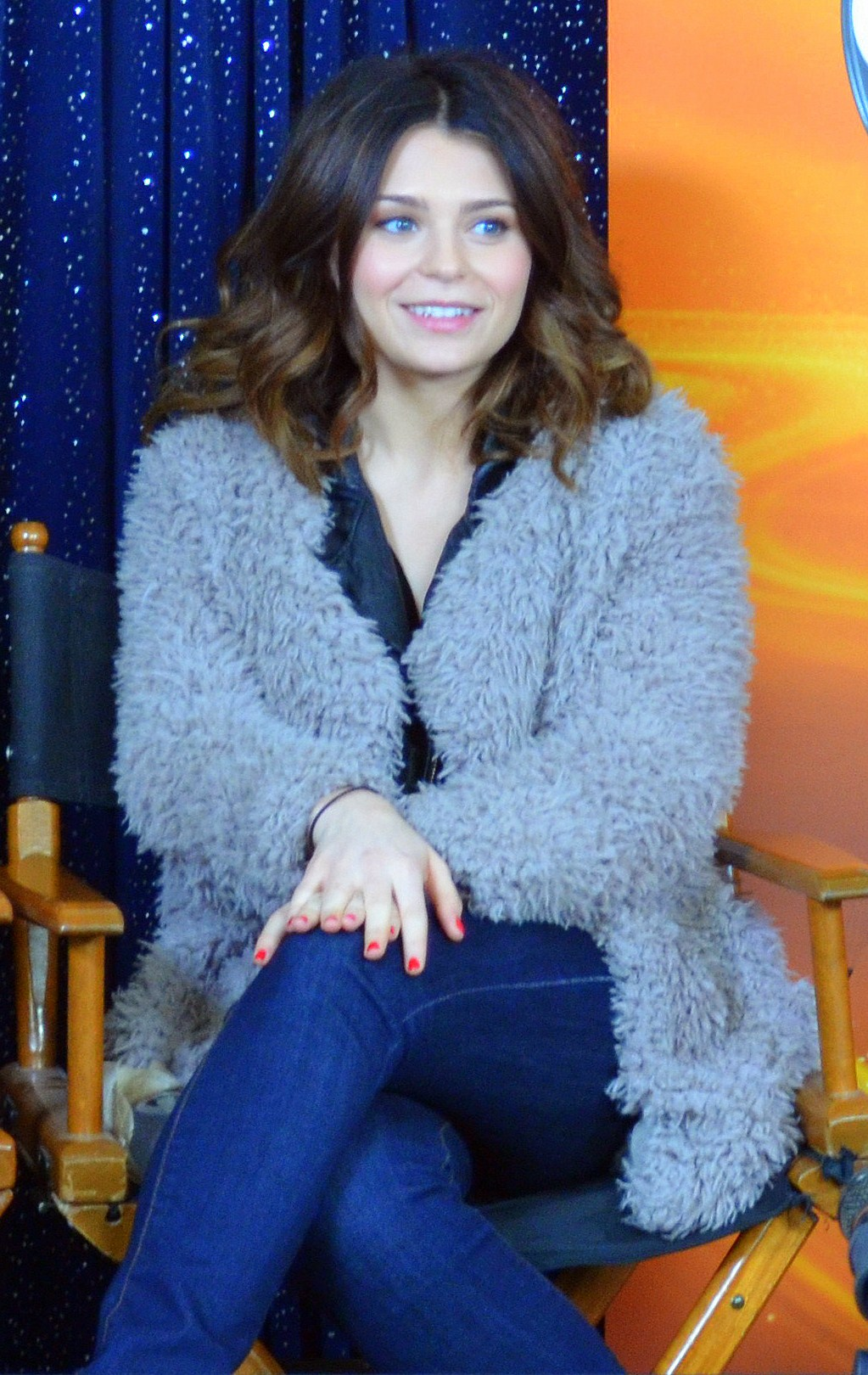
Alexandra Krosney (2012)

Alexandra Benjamin Krosney (* 28. Januar 1988 in Los Angeles, Kalifornien) ist eine US-amerikanische Schauspielerin.

## Leben
Krosneys Karriere, die 2002 begann, ist vor allem durch Gastrollen und Kurzauftritte geprägt. Sie spielte unter anderem in im deutschsprachigen Raum bekannten Fernsehserien wie Numb3rs, CSI: Den Tätern auf der Spur, Without a Trace oder Lost mit. In der Disney-Produktion Hilfe, mein Tagebuch ist ein Bestseller verkörperte sie 2006 erstmals eine Hauptrolle. Von September 2011 bis Mai 2012 war sie in einer Hauptrolle als Tochter der von Tim Allen dargestellten Figur in der ABC-Sitcom Last Man Standing zu sehen. Im deutschen Sprachraum leiht zumeist Marie-Luise Schramm Alexandra Krosney ihre Stimme.

## Filmografie (Auswahl)
- 2003: Family Affair (Fernsehserie, 3 Folgen)
- 2003, 2007: Without a Trace – Spurlos verschwunden (Without a Trace, Fernsehserie, 2 Folgen)
- 2004: Emergency Room – Die Notaufnahme (ER, Fernsehserie, Folge 11x07)
- 2005: Keine Gnade für Dad (Grounded for Life, Fernsehserie, Folge 5x10)
- 2005: Crossing Jordan – Pathologin mit Profil (Crossing Jordan, Fernsehserie, Folge 4x11)
- 2005: Strong Medicine: Zwei Ärztinnen wie Feuer und Eis (Strong Medicine, Fernsehserie, Folge 6x14)
- 2006: Navy CIS (NCIS, Fernsehserie, Folge 3x18)
- 2006: Bones – Die Knochenjägerin (Bones, Fernsehserie, Folge 1x20)
- 2006: Hilfe, mein Tagebuch ist ein Bestseller (Read It and Weep, Fernsehfilm)
- 2007: Numbers – Die Logik des Verbrechens (Numb3rs, Fernsehserie, Folge 3x12)
- 2007: Deckname Shredderman (Shredderman Rules, Fernsehfilm)
- 2007: Ein verhexter Sommertag (The Last Day of Summer, Fernsehfilm)
- 2008: Einfach Cory! (Cory in the House, Fernsehserie, Folge 2x04)
- 2008: Criminal Minds (Fernsehserie, Folge 3x16)
- 2009: Lost (Fernsehserie, Folge 5x03)
- 2009: CSI: Den Tätern auf der Spur (CSI: Crime Scene Investigation, Fernsehserie, Folge 9x13)
- 2009: Surviving Suburbia (Fernsehserie, 5 Folgen)
- 2009: Psych (Fernsehserie, Folge 4x04)
- 2010: Medium – Nichts bleibt verborgen (Medium, Fernsehserie, Folge 6x13)
- 2010: Nikita (Fernsehserie, Folge 1x07)
- 2010–2013: Transformers: Prime (Fernsehserie, 3 Folgen, Stimme)
- 2011–2012: Last Man Standing (Fernsehserie, Folgen 1x01–1x24)
- 2013: Emily Owens (Emily Owens, M.D., Fernsehserie, Folge 1x13)
- 2015: Aquarius (Fernsehserie, Folge 1x07)
- 2015: Secret Agency – Barely Lethal